# Khabirat Kafidipe
Kabirah Kafidipe es una actriz, directora y productora de cine nigeriana. Es conocida popularmente como "Araparegangan" por su papel en Saworoide, una película nigeriana de 1999 producida y dirigida por Tunde Kelani.

## Biografía
Kafidipe nació el 29 de julio. Originaria de Ikereku, una ciudad en Abeokuta, la capital del Estado de Ogun, al suroeste de Nigeria. Asistió a Abeokuta Grammar School, donde obtuvo el Certificado Escolar de África Occidental antes de ingresar a la Universidad Olabisi Onabanjo, donde recibió una licenciatura en comunicación de masas.

## Carrera
Su debut en el cine fue en The White Handkerchief, un cortometraje adaptado de The Virgin, la novela debut de Bayo Adebowale, producida y dirigida por Tunde Kelani, pero su salto a la fama se dio cuando apareció en Saworoide, una película nigeriana de 1999 protagonizada por Kunle Afolayan, Peter Fatomilola, Kola Oyewo y Yemi Shodimu. Posteriormente apareció en las película nigeriana de 2004, tituladas The Campus Queen y en The Narrow Path, una película de 2006 protagonizada por Sola Asedeko junto a Beautiful Nubia, dirigida por Tunde Kelani y producida por Mainframe Films and Television Productions. Su actuación protagónica en Iwalewa, película nigeriana de 2006, le valió el triunfo en los Premios de la Academia del Cine Africano en la categoría mejor actriz en un papel principal. Protagonizó Dazzling Mirage, una película dramática del 2014, producida y dirigida por Tunde Kelani junto a un elenco conformado por Kunle Afolayan, Bimbo Manuel, Yomi Fash Lanso, Taiwo Ajai Lycett.
También produjo una película titulada Bintu que se estrenó en el R & A Hotel en Opebi en Ikeja, en el estado de Lagos. 

## Filmografía
| Título                 | Escritor                   | Año  |
| ---------------------- | -------------------------- | ---- |
| The White Handkerchief | Tunde Kelani               | 1999 |
| Saworoide              | Tunde Kelani               | 1999 |
| The Campus Queen       | Tunde Kelani               | 2004 |
| The Narrow Path        | Tunde Kelani               | 2006 |
| Iwalewa                | Aisha and Kabirah Kafidipe | 2006 |
| Dazzling Mirage        | Tunde Kelani               | 2014 |
| Bintu                  | Kabirah Kafidipe           | 2015 |